# Ecbolium syringifolium
Ecbolium syringifolium là một loài thực vật có hoa trong họ Ô rô. Loài này được (Vahl) Vollesen mô tả khoa học đầu tiên năm 1989.